# Wolfgang Bötsch
Wolfgang Bötsch (ur. 8 września 1938 w Bad Kreuznach, zm. 14 października 2017 w Würzburgu) – niemiecki polityk, prawnik i samorządowiec, działacz Unii Chrześcijańsko-Społecznej (CSU), poseł do Bundestagu, w latach 1993–1997 minister poczty i telekomunikacji.

## Życiorys
Po maturze z 1958 odbył służbę wojskową w Luftwaffe. Studiował następnie prawo i nauki polityczne na Uniwersytecie w Würzburgu oraz w Deutsche Hochschule für Verwaltungswissenschaften Speyer. Zdał państwowe egzaminy prawnicze I oraz II stopnia, a także doktoryzował się w zakresie nauk prawnych. Pracował jako urzędnik w administracji miejskiej w Kitzingen oraz w administracji Dolnej Frankonii.
W 1960 wstąpił do bawarskiej Unii Chrześcijańsko-Społecznej. W latach 1973–1991 był radnym miejskim w Würzburgu. W latach 1974–1976 zasiadał w landtagu Bawarii. W 1976 po raz pierwszy wybrany na posła do Bundestagu. Reelekcję uzyskiwał w wyborach w 1980, 1983, 1987, 1990, 1994, 1998 i 2002, wchodząc w skład niższej izby niemieckiego parlamentu do 2005. Był m.in. sekretarzem frakcji CDU/CSU, a w latach 1989–1993 przewodniczącym podgrupy CSU w klubie poselskim chadeków.
Od 21 stycznia 1993 do 31 grudnia 1997, to jest do czasu likwidacji resortu, sprawował urząd ministra poczty i telekomunikacji w czwartym i piątym rządzie Helmuta Kohla. W latach 2004–2008 stał na czele Bundesvereinigung Deutscher Musikverbände – konfederacji niemieckich stowarzyszeń muzycznych.